# Auschwitz (film)
Pour les articles homonymes, voir Auschwitz (homonymie).
Pour plus de détails, voir Fiche technique et Distribution.
Auschwitz est un drame historique allemand réalisé par Uwe Boll, sorti en 2011. Le film dépeint de manière réaliste les horreurs du camp de concentration d'Auschwitz pendant la Seconde Guerre mondiale.

## Synopsis
Le film présente une reconstitution des atrocités commises dans le camp de concentration d'Auschwitz, mettant en lumière la brutalité et l'inhumanité des actes perpétrés. Il inclut également des interviews avec des adolescents allemands sur leur connaissance de l'Holocauste.

## Fiche technique
- Titre original : Auschwitz
- Réalisation : Uwe Boll
- Scénario : Uwe Boll
- Production : Boll KG
- Pays d'origine :  Allemagne
- Langue originale : Allemand
- Genre : Drame, Historique
- Durée : 73 minutes
- Dates de sortie :
  - Allemagne : 3 février 2011 (première à Berlin)

## Distribution
- Uwe Boll : Officier SS
- Steffen Mennekes : Officier SS
- Arved Birnbaum : Officier SS
- Maximilian Gärtner : Prisonnier